# پسران بد تا ابد
پسران بد تا ابد (انگلیسی: Bad Boys for Life) یک فیلم کمدی اکشن و پلیسی آمریکایی به کارگردانی عادل العربی و بلال فلاح است که در سال ۲۰۲۰ اکران شد. فیلم‌نامه این فیلم توسط کریس برمنر نوشته شده و جری بروکهایمر آن را تهیه‌کنندگی کرده‌است. پسران بد تا ابد دنباله‌ای بر دو فیلم پسران بد (۱۹۹۵) و پسران بد ۲ (۲۰۰۳) و در مجموع سومین قسمت از پسران بد محسوب می‌شود. ویل اسمیت و مارتین لارنس ستارگان اصلی فیلم هستند. از دیگر بازیگران فیلم می‌توان به ونسا هاجنز، الکساندر لودویگ، جیکوب اسکیپیو و جو پانتولیانو اشاره کرد. داستان فیلم، ماجراهای مایک و مارکوس را دنبال می‌کند که بعد از سال‌ها و به خاطر وقوع قتل‌هایی که مربوط به یکی از پرونده‌های قدیمی است، دوباره مجبور به همکاری با یکدیگر می‌شوند.
پرونده ساخت پسران بد تا ابد بعد از موفقیت‌های فیلم دوم آغاز شد. ابتدا قرار بود که خود مایکل بی فیلم را بسازد اما روند تولید هربار با موانع جدید مواجه شد تا اینکه در نهایت از اکتبر ۲۰۱۸، خبر آغاز پیش تولید به صورت رسمی توسط ویل اسمیت عمومی شد. فیلم‌ در فاصله ژانویه تا ژوئن ۲۰۱۹ جلوی دوربین رفت. آتلانتا، میامی و مکزیکو سیتی سه مکان اصلی فیلم‌برداری بودند. پسران بد تا ابد در تاریخ ۱۷ ژانویه ۲۰۲۰ به روی پرده رفت. فیلم عموماً مورد استقبال منتقدان قرار گرفت و ۴۲۶٫۵ میلیون دلار در سرتاسر جهان فروخت و به سومین فیلم پرفروش ماه ژانویه در تمام دوران تبدیل شد. این فیلم همچنین چهارمین فیلم پرفروش سال ۲۰۲۰ و پرفروش‌ترین فیلم مجموعه پسران بد است. 
دنباله فیلم با عنوان  پسران بد: بران یا بمیر در ۱۴ ژوئن ۲۰۲۴ اکران شد.

## دنباله
پس از واکنش‌های مثبت منتقدین و مردم کمپانی سونی پیکچرز رسماً ساخت پسران بد: بران یا بمیر را با استخدام کریس برمنر برای نوشتن فیلم‌نامه فیلم جدید آغاز کرد.

## بازخوردها
- وب‌سایت جمع‌آوری بررسی راتن تومیتوز بر اساس ۲۶۴ بررسی، ۷۶٪ تأیید و میانگین امتیاز ۶٫۲ از ۱۰ را گزارش کرده‌است. اجماع منتقدان این وب‌سایت می‌گوید: «پسرهای بد ۳، پر از عمل و کمک مضاعف از کاریزمای پیشرو، این فرنچایز طولانی مدت را با بازی کردن کاملاً به نقاط قوت آن، دوباره زنده می‌کند».
- در متاکریتیک، فیلم بر اساس ۴۶ منتقد، میانگین وزنی امتیاز ۵۹ از ۱۰۰ را دارد که نشان‌دهنده «بررسی‌های مختلط یا متوسط» است.[۱۱]
- تماشاگران در نظرسنجی سینماسکور به فیلم نمره متوسط "A" در مقیاس A + تا F، معادل دو فیلم اول دادند.
- پست‌ترک میانگین امتیاز ۴٫۵ از ۵ ستاره را گزارش کرد که ۷۳ درصد از پاسخ دهندگان آن گفتند که قطعاً آن را توصیه می‌کنند.
- پسران بد ۳ توانست ۲۰۴٫۴ میلیون دلار در ایالات متحده و کانادا، و ۲۲۰٫۲ میلیون دلار در مناطق دیگر، به مجموع ۴۲۴٫۶ میلیون دلار در سراسر جهان، در مقابل بودجه تولید ۹۰ میلیون دلار، فروخت. این فیلم پردرآمدترین فیلم در مجموعه پسران بد بود.[۱۲]